# Solenopsis megergates
Solenopsis megergates är en myrart som beskrevs av Trager 1991. Solenopsis megergates ingår i släktet eldmyror, och familjen myror. Inga underarter finns listade i Catalogue of Life.

## Bildgalleri

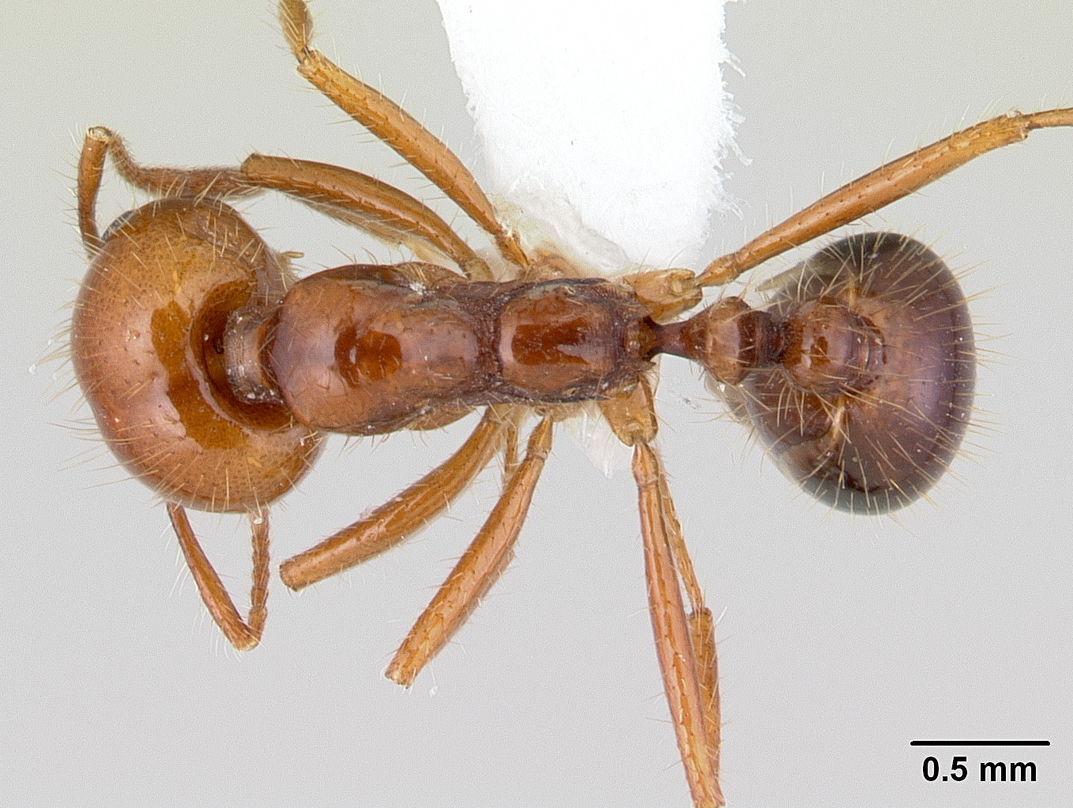
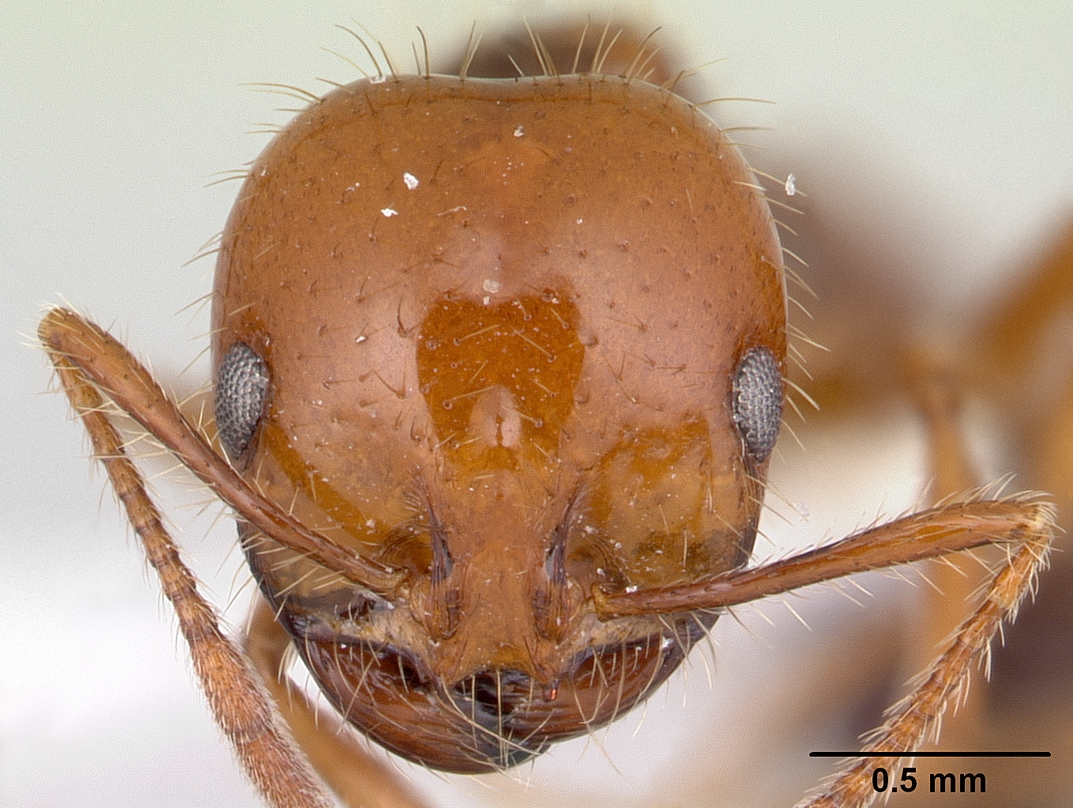
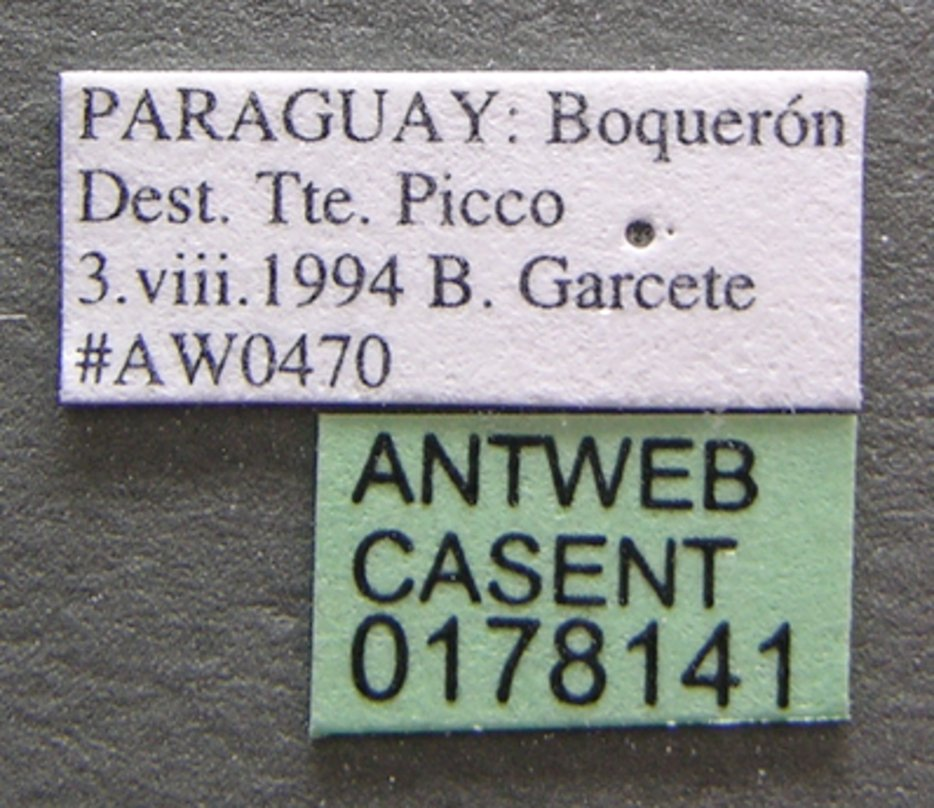
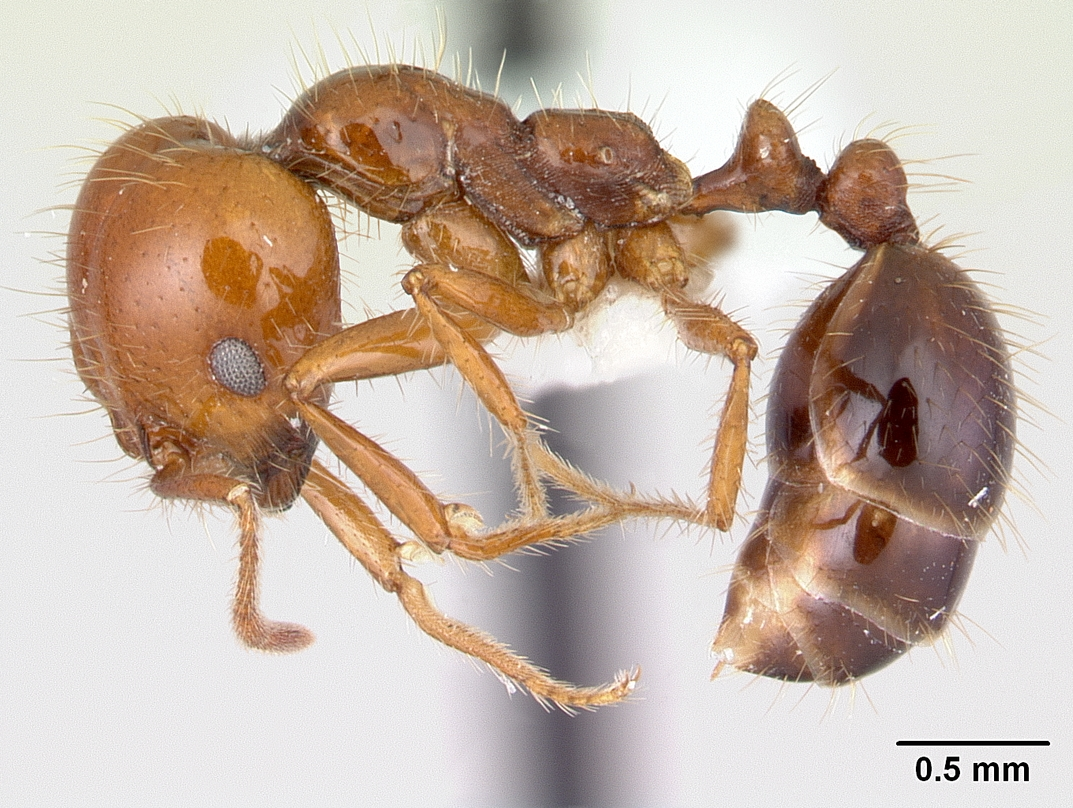
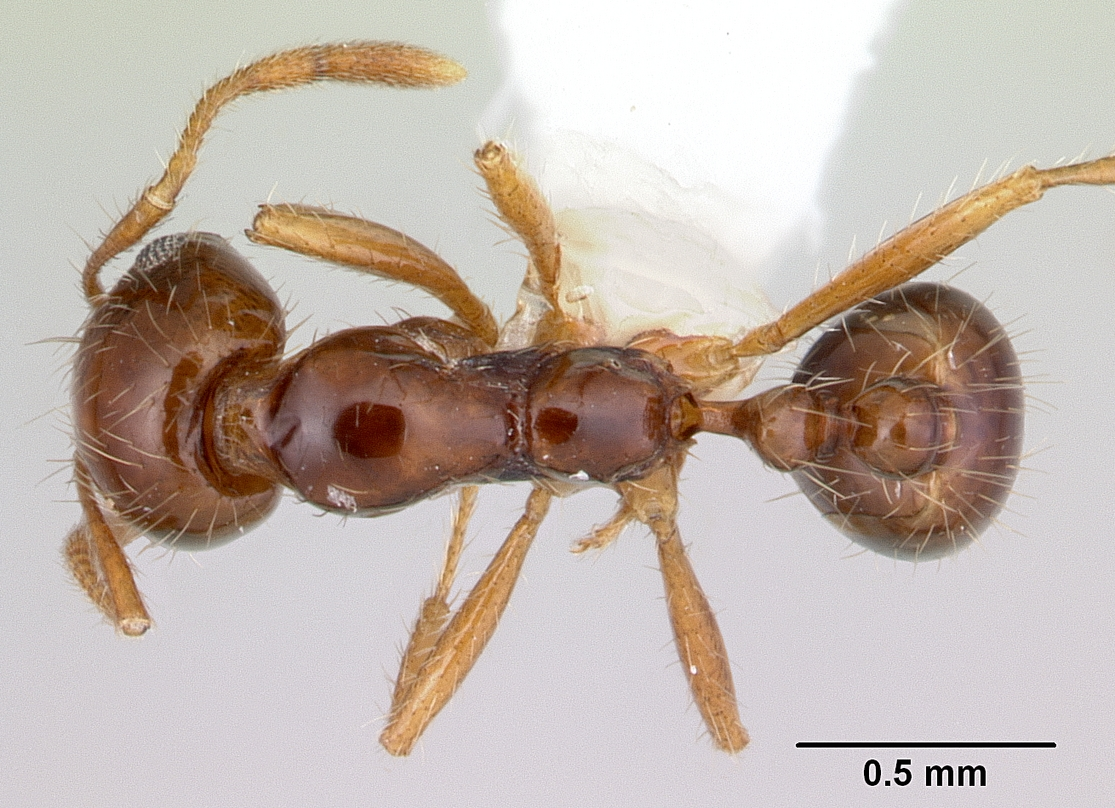
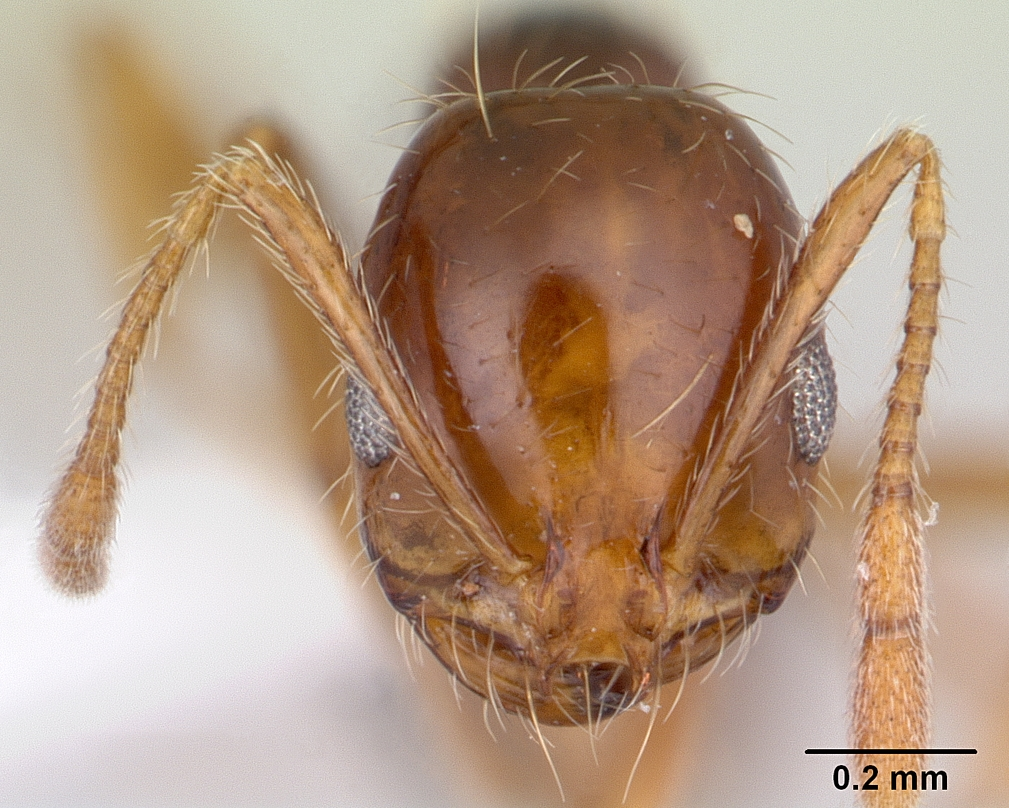